# Eresina katangana
Eresina katangana is een vlinder uit de familie van de Lycaenidae. De wetenschappelijke naam van de soort is voor het eerst geldig gepubliceerd in 1956 door Stempffer.